# Канц, Клаус
Кла́ус Канц (нем. Klaus Kanz) — немецкий кёрлингист.
В составе мужской сборной ФРГ участник четырёх чемпионатов мира (лучший результат — седьмое место в 1975) и двух чемпионатов Европы (лучший результат — четвёртое место в 1975).
Играл на позиции четвёртого. Был скипом команды.

## Команды
| Сезон   | Четвёртый  | Третий         | Второй           | Первый          | Турниры                             |
| ------- | ---------- | -------------- | ---------------- | --------------- | ----------------------------------- |
| 1972—73 | Клаус Канц | Хайнц Келльнер | Манфред Рёзген   | Манфред Шульце  | ЧМ 1973 (8 место)                   |
| 1974—75 | Клаус Канц | Манфред Рёзген | Манфред Шульце   | Адальберт Майер | ЧМ 1975 (7 место)                   |
| 1975—76 | Клаус Канц | Манфред Шульце | Манфред Рёзген   | Адальберт Майер | ЧЕ 1975 (4 место)                   |
| 1975—76 | Клаус Канц | Манфред Рёзген | Манфред Шульце   | Адальберт Майер | ЧМ 1976 (8 место)                   |
| 1976—77 | Клаус Канц | Манфред Шульце | Ханс Эстеррайхер | Ян Экхарт       | ЧЕ 1976 (7 место) ЧМ 1977 (8 место) |

(скипы выделены полужирным шрифтом)